# 충양수
충양수 이흥길(忠陽守 李興吉, 1608년 - 1660년)은 조선중기의 왕족으로 덕흥대원군의 증손이며, 장림도정 이덕령(長臨都正 李德齡)의 장남이다.

## 생애
조선중기의 왕족으로 본관은 전주, 휘는 흥길(興吉), 자는 윤보(允甫), 호는 관암(冠巖)이다. 덕흥대원군의 증손이며, 선조의 백형 하원군의 손자이다. 아버지는 장림도정 이덕령(長臨都正 李德齡)이며, 어머니는 생원(生員) 충주인(忠州人) 어복원(魚復元)의 딸로 신부인 어씨(愼夫人 魚氏)이다.
부인은 진사(進士) 남양인(南陽人) 홍수만(洪守萬)의 딸로 신인 남양홍씨(愼人 南陽洪氏)와 생원(生員) 연안인(延安人) 김호학(金好學)의 딸로 신인 연안김씨(愼人 延安金氏)이다.
장림도정의 장남으로 무신(戊申) 1608년(선조 41) 5월 14일 탄생하였다. 초수 충양령(忠陽令)에 책봉받고, 창선대부(彰善大夫) 충양수(忠陽守)의 봉작을 받고 경자(庚子) 1660년(현종 1) 3월 5일 향년 53세로 별세하여 전북 순창군 유등면 화탄리 아버지 장림도정 계하에 예장하였다.

## 가족관계
- 아버지 : 장림도정 이덕령(長臨都正 李德齡)
- 어머니 : 신부인 어씨(愼夫人 魚氏), 생원(生員) 충주인(忠州人) 어복원(魚復元)의 딸.
- 1부인 : 신인 남양홍씨(愼人 南陽洪氏), 진사(進士) 남양인(南陽人) 홍수만(洪守萬)의 딸.
  - 장남 : 이유한(李維漢)
  - 2남 : 이윤한(李胤漢)
- 2부인 : 신인 연안김씨(愼人 延安金氏), 생원(生員) 연안인(延安人) 김호학(金好學)의 딸.
  - 장녀 : 이정(李貞), 의령인(宜寧人) 남숙(南琡)에게 출가.
  - 2녀 : 이세정(李世貞), 안여림(安汝霖)에게 출가.
- 후실 : 계향(癸香)
  - 3녀 : 이중옥(李重玉), 강계립(姜繼立)에게 출가.